# Cautethia noctuiformis
Cautethia noctuiformis är en fjärilsart som beskrevs av Walker 1856. Cautethia noctuiformis ingår i släktet Cautethia och familjen svärmare. Inga underarter finns listade i Catalogue of Life.